# Gory Days
Gory Days è il secondo album in studio del rapper statunitense Necro, pubblicato nel 2001.

## Tracce
1. Bury You with Satan – 4:01
2. World Gone Mad – 4:50
3. Light My Fire – 3:23
4. Circle of Tyrants (feat. Mr. Hyde, Goretex, Ill Bill & Captain Carnage) – 4:51
5. Dead Body Disposal – 5:43
6. You're All Dying – 3:35
7. All Hotties Eat the Jizz – 4:09
8. Scalpel – 3:55
9. 12 King Pimp Commandments – 4:09
10. Gory Days – 3:15
11. Poetry in the Streets (feat. Ill Bill) – 3:42
12. Don't Try To Ruin It (feat. The Kid Joe) – 3:39
13. One Way or Another – 3:33
14. Morbid – 2:46